# Haitón de Córico

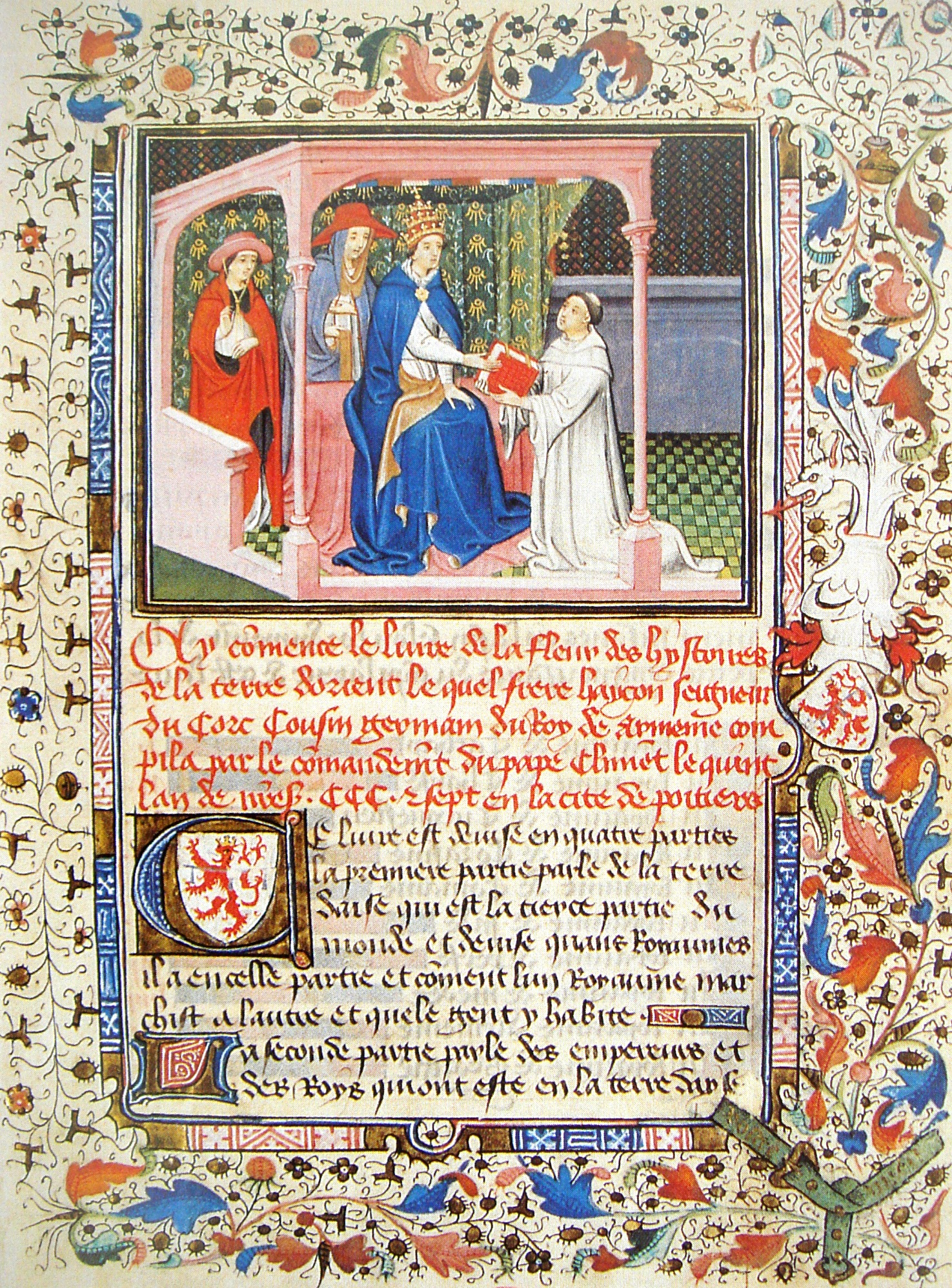
Una imagen de La Flor des Estoires de Haitón, que muestra al historiador remitiendo su informe sobre los mongoles al papa Clemente V en 1307.

Haitón de Córico (latín: Antonius Curchinus), también llamado Antonio, Haitho, Hayton, Haython o Hetoum, fue un historiador y monje armenio fallecido en torno a 1320. Las obras de Haitón tuvieron gran difusión durante la Edad Media, ya que su influencia sobre la configuración de la visión europea occidental del Oriente era comparable a las obras de viajeros tales como Marco Polo u Odorico de Pordenone.

## Biografía

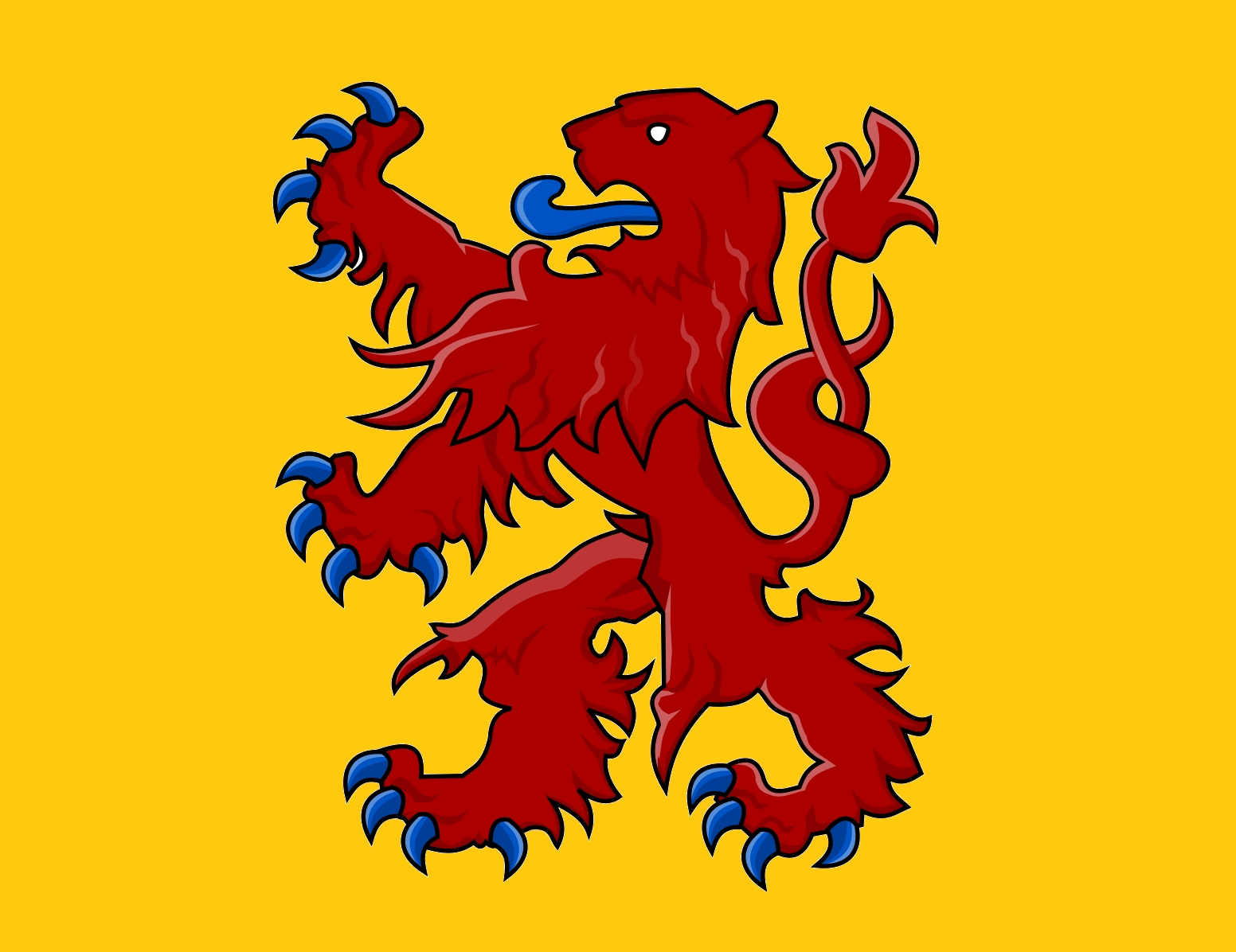
Escudo de Haitón de Córico.

Haitón era inicialmente un noble armenio, gobernador de la ciudad de Córico e hijo de Ochine de Córico, hermano del rey Haitón I. El noble Haitón conspiró contra su joven primo, el rey Haitón II (nieto de Haitón I) en 1293, y al ser descubierto fue exiliado en 1294. Haitón trabajó entonces como monje en Chipre, donde se unió a la orden de los premonstratenses de la Abadía de Bellapais. Haitón aparentemente apoyó la usurpación de Amalarico de Tiro del trono chipriota contra el impopular rey Enrique II.
Haitón viajó más tarde a Poitiers (Francia), donde estaba la residencia papal, convirtiéndose en el prior de la abadía premonstratense local. El monje suplicó en vano que Amalarico fuese reconocido como el gobernante legítimo de Chipre, y además abogó por una nueva cruzada que reconquistase Tierra Santa en alianza con los mongoles.
Con el asesinato de Haitón II en 1307, Haitón regresó al reino armenio de Cilicia, donde, dejando atrás su vida monástica, fue nombrado condestable, comandante de las fuerzas armadas.
Su hijo Oshin de Córico fue el regente del reino desde 1320, lo que nos hace supone que Haitón ya había fallecido.

## Obras
Mientras estuvo en Francia, Haitón escribió una geografía de Asia, una de las primeras de la Edad Media, titulada La Flor des Estoires d'Orient (latín: Flos Historiarum Terre Orientis, "La flor de las historias de Oriente"). Esta obra da cuenta de la aparición del Imperio mongol y los recientes sucesos en Oriente Próximo, especialmente la historia del reino armenio de Cilicia y su relación con el Ilkanato mongol, del que el primero era tributario. Sus escritos concluyen con un plan para una cruzada, que Haitón propone que debe ser organizada en colaboración con el ilkán. Si bien su obra es de gran importancia para los historiadores del período, su promoción de la alianza con el Ilkanato, así como su asociación con determinadas partes en la compleja política armenia y chipriota, hacen su obra bastante tendenciosa. Por ejemplo, Haitón siempre encuentra motivos para las acciones de los mongoles de cara a su audiencia papal, como con su relato de la destructiva invasión de Siria por el ilkán Hulagu (1259-1260):

"El kan quería ir a Jerusalén a fin de liberar Tierra Santa de los sarracenos y entregarla a los cristianos. El rey Haitón I estaba muy contento con este requerimiento, y reunió un gran número de hombres de a pie y a caballo, porque en ese tiempo, el Reino de Armenia se encontraba en un buen estado que le permitía disponer de 12.000 soldados a caballo y 60.000 soldados a pie".

## Referencias

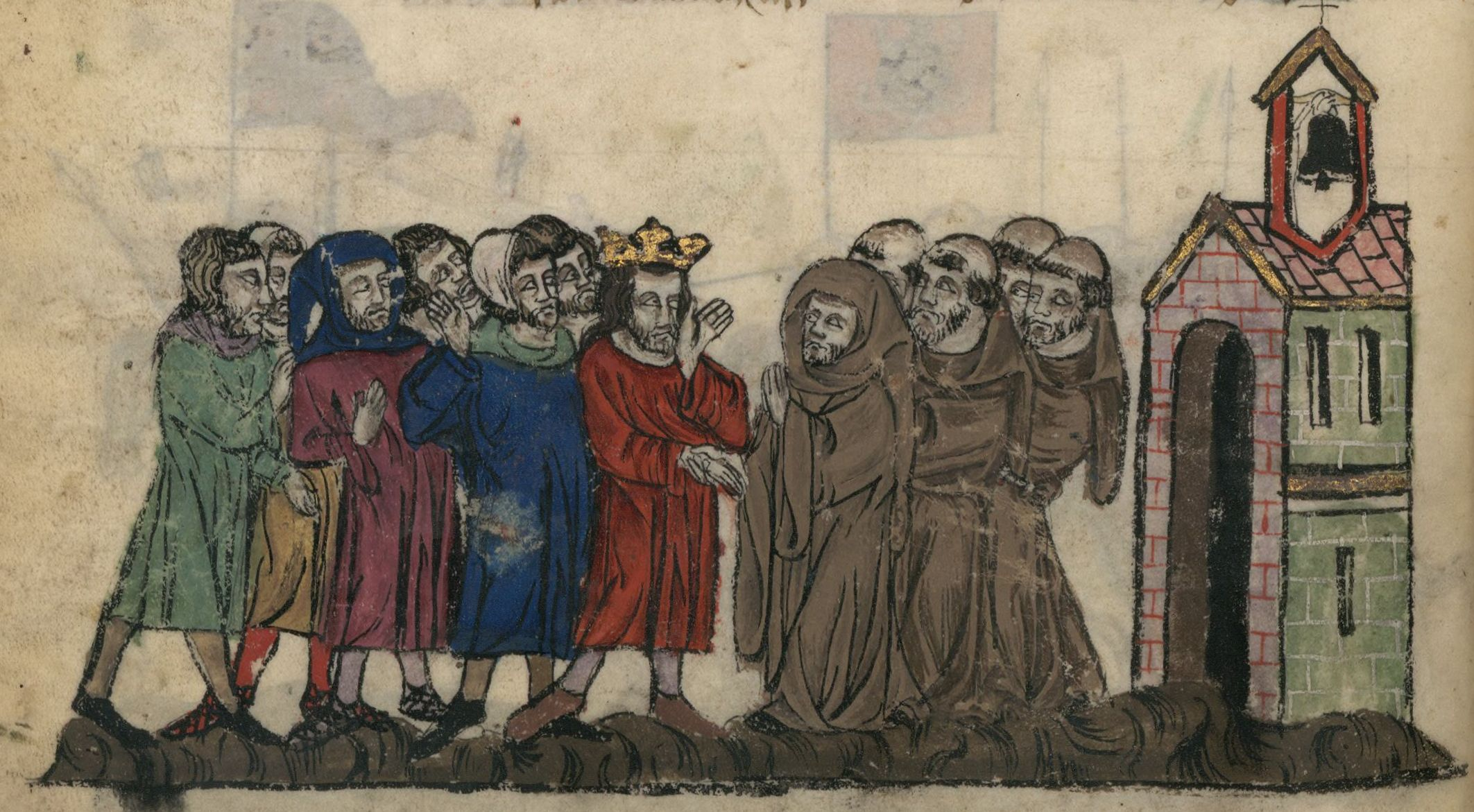
Haitón I entrando en la Orden Franciscana. Histoires des Tartares, de Haitón.